# Synkronsvømning under sommer-OL 2016 – Duet (damer)
Damernes duet i synkronsvømning under sommer-OL 2016 i Rio de Janeiro fandt sted i Maria Lenk Aquatic Center i perioden 14.−16. august 2016. 

## Tidsoversigt
| Dato            | Runde                      |
| --------------- | -------------------------- |
| 14. august 2016 | Indledende fri rutine      |
| 15. august 2016 | Indledende tekniske rutine |
| 16. august 2016 | Finale fri rutine          |

## Resultat

### Kvalifikation
| Rang | Land           | Atleter                                        | Teknisk runde | Fri runde | Total    |
| ---- | -------------- | ---------------------------------------------- | ------------- | --------- | -------- |
| 1    | Rusland        | Natalia Ishchenko & Svetlana Romashina         | 96.4577       | 98.0667   | 194.5244 |
| 2    | Kina           | Huang Xuechen & Sun Wenyan                     | 95.3688       | 96.0667   | 191.4355 |
| 3    | Japan          | Yukiko Inui & Risako Mitsui                    | 93.1214       | 94.4000   | 187.5214 |
| 4    | Ukraine        | Lolita Ananasova & Anna Voloshyna              | 93.1358       | 93.5333   | 186.6691 |
| 5    | Spanien        | Ona Carbonell & Gemma Mengual                  | 92.5024       | 93.7667   | 186.2691 |
| 6    | Italien        | Linda Cerruti & Costanza Ferro                 | 90.4412       | 91.1333   | 181.5745 |
| 7    | Canada         | Jacqueline Simoneau & Karine Thomas            | 89.2916       | 90.0667   | 179.3583 |
| 8    | Frankrig       | Margaux Chrétien & Laura Augé                  | 86.2824       | 86.8667   | 173.1491 |
| 9    | USA            | Anita Alvarez & Mariya Koroleva                | 86.4612       | 86.4333   | 172.8945 |
| 10   | Grækenland     | Evangelia Papazoglou & Evangelia Platanioti    | 85.3550       | 86.1000   | 171.4550 |
| 11   | Mexico         | Karem Achach & Nuria Diosdado                  | 84.9268       | 85.7333   | 170.6601 |
| 12   | Østrig         | Anna-Maria Alexandri & Eirini-Marina Alexandri | 85.0637       | 85.2667   | 170.3304 |
| 13   | Brasilien      | Luisa Borges & Maria Eduarda Miccuci           | 83.3008       | 84.0333   | 167.3341 |
| 14   | Schweiz        | Sophie Giger & Sascia Kraus                    | 83.3366       | 83.5667   | 166.9033 |
| 15   | Kasakhstan     | Alexandra Nemich & Yekaterina Nemich           | 81.4686       | 81.4000   | 162.8686 |
| 16   | Colombia       | Estefanía Álvarez & Mónica Arango              | 80.3363       | 80.4667   | 160.8030 |
| 17   | Storbritannien | Katie Clark & Olivia Federici                  | 80.7650       | 79.9667   | 160.7317 |
| 18   | Tjekkiet       | Alžběta Dufková & Soňa Bernardová              | 80.0640       | 80.5333   | 160.5973 |
| 19   | Argentina      | Etel Sánchez & Sofia Sánchez                   | 79.4829       | 79.8333   | 159.3162 |
| 20   | Israel         | Anastasia Gloushkov & Ievgeniia Tetelbaum      | 79.4488       | 78.9000   | 158.3488 |
| 21   | Hviderusland   | Iryna Limanouskaya & Veronika Yesipovich       | 78.9913       | 79.0000   | 157.9913 |
| 22   | Slovakiet      | Nada Daabousová & Jana Labáthová               | 78.3607       | 77.7000   | 156.0607 |
| 23   | Egypten        | Samia Ahmed & Dara Hassanien                   | 76.5306       | 77.6000   | 154.1306 |
| 24   | Australien     | Nikita Pablo & Rose Stackpole                  | 73.6360       | 74.7667   | 148.4027 |

### Finale
| Rang | Land       | Atleter                                        | Teknisk runde | Fri runde | Total    |
| ---- | ---------- | ---------------------------------------------- | ------------- | --------- | -------- |
| 1    | Rusland    | Natalia Ishchenko & Svetlana Romashina         | 96.4577       | 98.5333   | 194.9910 |
| 2    | Kina       | Huang Xuechen & Sun Wenyan                     | 95.3688       | 97.0000   | 192.3688 |
| 3    | Japan      | Yukiko Inui & Risako Mitsui                    | 93.1214       | 94.9333   | 188.0547 |
| 4    | Ukraine    | Lolita Ananasova & Anna Voloshyna              | 93.1358       | 94.0000   | 187.1358 |
| 5    | Spanien    | Ona Carbonell & Gemma Mengual                  | 92.5024       | 94.1333   | 186.6357 |
| 6    | Italien    | Linda Cerruti & Costanza Ferro                 | 90.4412       | 92.3667   | 182.8079 |
| 7    | Canada     | Jacqueline Simoneau & Karine Thomas            | 89.2916       | 90.6000   | 179.8916 |
| 8    | Frankrig   | Margaux Chrétien & Laura Augé                  | 86.2824       | 87.9667   | 174.2491 |
| 9    | USA        | Anita Alvarez & Mariya Koroleva                | 86.4612       | 87.5333   | 173.9945 |
| 10   | Grækenland | Evangelia Papazoglou & Evangelia Platanioti    | 85.3550       | 86.5000   | 171.8550 |
| 11   | Mexico     | Karem Achach & Nuria Diosdado                  | 84.9268       | 86.0667   | 170.9935 |
| 12   | Østrig     | Anna-Maria Alexandri & Eirini-Marina Alexandri | 85.0637       | 85.5333   | 170.5970 |